# Super League XXI
Die Super League XXI (aus Sponsoringgründen auch als First Utility Super League XXI bezeichnet) war im Jahr 2016 die 21. Saison der Super League in der Sportart Rugby League. Die Warrington Wolves gewannen sowohl die reguläre Saison als auch die Super-8-Playoffs. Im Grand Final verloren sie 12:6 gegen die Wigan Warriors, welche damit die Super League zum vierten Mal gewannen.

## Tabelle
|     | Team                       | Spiele | Siege | Unent. | Ndlg. | Spiel- punkte | Diff. | Tabellen- punkte |
| --- | -------------------------- | ------ | ----- | ------ | ----- | ------------- | ----- | ---------------- |
| 01. | Hull FC                    | 23     | 17    | 0      | 6     | 605:465       | + 140 | 34               |
| 02. | Warrington Wolves          | 23     | 16    | 1      | 6     | 675:425       | + 250 | 33               |
| 03. | Wigan Warriors             | 23     | 16    | 0      | 7     | 455:440       | + 15  | 32               |
| 04. | St Helens                  | 23     | 14    | 0      | 9     | 573:536       | + 37  | 28               |
| 05. | Dragons Catalans           | 23     | 13    | 0      | 10    | 593:505       | + 88  | 26               |
| 06. | Castleford Tigers          | 23     | 10    | 1      | 12    | 617:640       | − 23  | 21               |
| 07. | Widnes Vikings             | 23     | 10    | 0      | 13    | 499:474       | + 25  | 20               |
| 08. | Wakefield Trinity Wildcats | 23     | 10    | 0      | 13    | 485:654       | − 169 | 20               |
| 09. | Leeds Rhinos               | 23     | 8     | 0      | 15    | 404:576       | − 172 | 16               |
| 10. | Salford Red Devils         | 23     | 10    | 0      | 13    | 560:569       | − 9   | 14*              |
| 11. | Hull Kingston Rovers       | 23     | 6     | 2      | 15    | 486:610       | − 124 | 14               |
| 12. | Huddersfield Giants        | 23     | 6     | 0      | 17    | 511:569       | − 58  | 12               |

- Am 25. April 2016 wurden den Salford Red Devils 6 Punkten wegen Verstößen gegen das Salary Cap in den letzten zwei Saisons abgezogen.[1]

## Super-8-Playoffs
Bei den Super-8-Playoffs werden die Punkte der vorherigen Runde mitgenommen.
|     | Team                       | Spiele | Siege | Unent. | Ndlg. | Spiel- punkte | Diff. | Tabellen- punkte |
| --- | -------------------------- | ------ | ----- | ------ | ----- | ------------- | ----- | ---------------- |
| 01. | Warrington Wolves          | 30     | 21    | 1      | 8     | 852:541       | + 311 | 43               |
| 02. | Wigan Warriors             | 30     | 21    | 0      | 9     | 669:560       | + 109 | 42               |
| 03. | Hull FC                    | 30     | 20    | 0      | 10    | 749:579       | + 170 | 40               |
| 04. | St Helens                  | 30     | 20    | 0      | 10    | 756:641       | + 115 | 40               |
| 05. | Castleford Tigers          | 30     | 15    | 1      | 14    | 830:808       | + 22  | 31               |
| 06. | Dragons Catalans           | 30     | 15    | 0      | 15    | 723:716       | + 7   | 30               |
| 07. | Widnes Vikings             | 30     | 12    | 0      | 18    | 603:643       | − 40  | 24               |
| 08. | Wakefield Trinity Wildcats | 30     | 10    | 0      | 20    | 571:902       | − 331 | 20               |

### Meisterschaftsplayoffs
Halbfinale
| 29. September 20:00 | Warrington Wolves | 18 : 10 | St Helens                                                                          | Halliwell Jones Stadium, Warrington Zuschauer: 12.036 Schiedsrichter: Ben Thaler |
| 29. September 20:00 | Versuche: Gidley 30. erh. Ratchford 51. erh. Lineham 64. n.erh. Erhöhungen: Patton (2/3) Straftritte: Patton (1/1) 20. | (8:10)  | Versuche: Lomax 38. erh. Erhöhungen: Walsh (1/1) Straftritte: Walsh (2/2) 26., 40. | Halliwell Jones Stadium, Warrington Zuschauer: 12.036 Schiedsrichter: Ben Thaler |

| 30. September 20:00 | Wigan Warriors | 28 : 18 | Hull FC                                                                            | DW Stadium, Wigan Zuschauer: 10.013 Schiedsrichter: Robert Hicks |
| 30. September 20:00 | Versuche: Tierney 7. n.erh., 14. n.erh. Bateman 40. erh. Powell 70. erh. Gelling 78. erh. Erhöhungen: Smith (3/6) Straftritte: Smith (1/1) 54. | (14:0)  | Versuche: Bowden 45. erh. Watts 50. erh. Michaels 63. erh. Erhöhungen: Sneyd (3/3) | DW Stadium, Wigan Zuschauer: 10.013 Schiedsrichter: Robert Hicks |

Grand Final
| 8. Oktober 18:00 | Wigan Warriors                                                                    | 12 : 6        | Warrington Wolves                                 | Old Trafford, Manchester Zuschauer: 70.202 Schiedsrichter: Robert Hicks |
| 8. Oktober 18:00 | Versuche: Gildart 55. n.erh. Charnley 63. n.erh. Straftritte: Smith (2/2) 8., 73. | (2:6) Bericht | Versuche: Patton 21. erh Erhöhungen: Patton (1/1) | Old Trafford, Manchester Zuschauer: 70.202 Schiedsrichter: Robert Hicks |

## Super-8-Qualifikationsturnier
|     | Team                 | Spiele | Siege | Unent. | Ndlg. | Spiel- punkte | Diff. | Tabellen- punkte |
| --- | -------------------- | ------ | ----- | ------ | ----- | ------------- | ----- | ---------------- |
| 01. | Leeds Rhinos         | 7      | 6     | 0      | 1     | 239:84        | + 145 | 12               |
| 02. | Leigh Centurions     | 7      | 6     | 0      | 1     | 223:193       | + 30  | 12               |
| 03. | Huddersfield Giants  | 7      | 5     | 0      | 2     | 257:166       | + 91  | 10               |
| 04. | Hull Kingston Rovers | 7      | 4     | 0      | 3     | 235:142       | + 93  | 8                |
| 05. | Salford Red Devils   | 7      | 3     | 0      | 4     | 208:152       | + 56  | 6                |
| 06. | London Broncos       | 7      | 3     | 0      | 4     | 221:212       | + 9   | 6                |
| 07. | Batley Bulldogs      | 7      | 1     | 0      | 6     | 111:318       | − 207 | 2                |
| 08. | Featherstone Rovers  | 7      | 0     | 0      | 7     | 96:313        | − 217 | 0                |

### Million Pound Game
| 1. Oktober 15:00 | Hull Kingston Rovers | 18 : 19 n. V. | Salford Red Devils | Lightstream Stadium, Hull Zuschauer: 6.562 Schiedsrichter: Phil Bentham |
| 1. Oktober 15:00 | Versuche: Walker 7. erh. Mantellato 13. n.erh. Minns 56. erh. Erhöhungen: Mantellato (2/3) Straftritte: Mantellato (1/1) 39. | (12:10)       | Versuche: Murdoch-Masila 19. n.erh. Evalds 32. n.erh., 79. n.erh. Johnson 80. n.erh. Straftritte: O’Brien (1/1) 31. Dropgoals: O’Brien (1/1) 84. | Lightstream Stadium, Hull Zuschauer: 6.562 Schiedsrichter: Phil Bentham |